# کانال دودویی متقارن
کانال دودویی متقارن(BSC) یک نوع کانال مخابراتی رایج است که در نظریه کدگذاری و نظریه اطلاعات استفاده می‌شود.در این حالت، فرستنده یک بیت (صفر یا یک ) را ارسال می‌کند و گیرنده یک بیت را دریافت می‌کند.این طور فرض می‌شود که بیت درست منتقل شده باشد مگر اینکه با یک احتمال کم بیت خراب شده باشد.
این نوع کانال به دلیل سادگی در تحلیل، در نظریه اطلاعات مورد استفاده قرار می‌گیرد.
کانال دودوئی به معنای این است که تنها یکی از دو نشانه(معمولا 0 و 1) را می‌تواند ارسال کند.انتقال ایده آل نمی باشد و می‌تواند با اشتباه توام باشد.این نوع کانال به این دلیل که از ساده‌ترین کانال‌های نویزی می‌باشد مورد توجه نظریه پردازان می‌باشد.توانایی ارسال در این نوع کانال قابلیت حل کانال‌های پیچیده تر را به ما خواهد داد.